# Gregorio de Valencia
Gregorio de Valencia, né en mars 1549 à Medina del Campo et mort le 25 avril 1603 à Naples, est un théologien jésuite espagnol.

## Biographie
Gregorio de Valencia fut le tuteur de Francisco Suárez après l'entrée de celui-ci dans la Compagnie de Jésus (1565). Il enseigna la théologie pendant un quart de siècle dans les universités de Dillingen et d'Ingolstadt jusqu'à l'époque (1598) où il fut appelé à Rome pour y soutenir la cause de Luis de Molina dans les congrégations De Auxiliis. Il est l'auteur d'un grand Commentariorum theologicorum tomi quatuor (Ingolstadt, 1591), qui le font figurer parmi les grands classiques de la première génération de théologiens jésuites.